# Лоакер, Юрген
Юрген Лоакер (нем. Jürgen Loacker; род. 14 декабря 1974, Альтах, Форарльберг) — австрийский бобслеист, пилот, выступает за сборную Австрии с 1999 года. Участник двух зимних Олимпийских игр, неоднократный победитель национального первенства, победитель и призёр различных этапов Кубка мира и Европы.

## Биография
Юрген Лоакер родился 14 декабря 1974 года в коммуне Альтах, федеральная земля Форарльберг. С раннего детства увлекался спортом, занимался лёгкой атлетикой, в основном беговыми дисциплинами, но не смог добиться в этой дисциплине сколько-нибудь значимых достижений. В 1999 году решил попробовать себя в бобслее, прошёл отбор в национальную сборную и стал ездить на крупнейшие международные старты, причём показывал довольно неплохие результаты. Первое время был разгоняющим, однако уже спустя два года пересел на место пилота. В 2004 году дебютировал в Кубке мира, хотя редко пробивался в двадцатку сильнейших. В феврале следующего года впервые поучаствовал в заездах взрослого чемпионата мира, на трассе канадского Калгари финишировал четырнадцатым. В следующем году немного улучшил свою статистику, так, на этапе мирового кубка в американском Лейк-Плэсиде в зачёте двоек боролся даже за призовые позиции и в итоге расположился пятой строке.
Благодаря череде удачных выступлений Лоакер удостоился права защищать честь страны на зимних Олимпийских играх 2006 года в Турине, где впоследствии финишировал семнадцатым с двухместным экипажем и тринадцатым с четырёхместным. В следующем сезоне уже на всех этапах Кубка мира неизменно присутствовал в лучшей двадцатке, тогда как на мировом первенстве 2007 года в швейцарском Санкт-Морице занял с четвёркой одиннадцатое место. Год спустя на чемпионате мира в немецком Альтенберге был четырнадцатым с двойкой и восьмым с четвёркой, постепенно вошёл в элиту мирового бобслея и стал практически на равных состязаться с сильнейшими пилотами планеты. Однако на чемпионате мира 2009 года с двухместным экипажем выступил значительно хуже предыдущих попыток, приехав к финишу лишь двадцать четвёртым, зато с четырёхместным вновь показал восьмое время.
Набрав достаточное количество рейтинговых очков, Юрген Лоакер прошёл квалификацию на зимнюю Олимпиаду 2010 года в Ванкувер, где выступал в программе двоек и в паре с разгоняющим Кристианом Хаклем занял восемнадцатое место. Постолимпийский сезон из-за высокой конкуренции вынужден был проводить на второстепенных менее значимых турнирах вроде Кубка Европы, но был здесь весьма успешен, на различных этапах завоевал две золотые медали, одну серебряную и две бронзовые. В январе 2011 впервые выиграл медаль с Кубка мира, когда на домашнем этапе в Иглсе занял второе место в программе смешанных состязаний по бобслею и скелетону. На чемпионате мира в Кёнигсзее был четырнадцатым с двойкой и тринадцатым с четвёркой. В настоящее время продолжает выступать на самом высоком уровне, хотя на крупнейших соревнованиях присутствует не всегда, например, на мировое первенство 2012 года австрийской команде пробиться уже не удалось.